# Karl Vorländer
Pour les articles homonymes, voir Vorländer.
Karl Vorländer (2 janvier 1860, Marbourg - 6 décembre 1928, Münster) est un philosophe allemand néo-kantien enseignant à Solingen. Il publia diverses études et éditions des œuvres de Kant, telles que des études sur la relation entre la pensée kantienne et socialiste, ainsi que sur l'influence de Kant sur l'œuvre de Goethe. Sa biographie de Kant, publiée en 1924 est devenue un classique pour l'étude de Kant durant la majeure partie du XXe siècle.

## Biographie
Il est le fils du philosophe Franz Vorländer. Sa mère était la fille d'un conseiller aux Finances du duché de Hesse. D'abord élevé avec ses deux sœurs, Vorländer fit ses humanités au lycée Philippinum de Marbourg (de), puis étudia la Philosophie, la littérature allemande et l'histoire à l'Université Frédéric-Guillaume de Berlin. Enfin il se consacra uniquement à l'étude de la philosophie, et pour cela s'inscrivit à l'université de Marbourg pour y suivre les cours d'Hermann Cohen et de Paul Natorp : c'est dans cet établissement qu'il soutint sa thèse en 1883. Dans ce travail, consacré au « formalisme de l'éthique kantienne comme minimale et nécessaire », l'étudiant défendait le penseur de Kœnigsberg contre les reproches d'abstraction.
Vorländer enseigna ensuite aux lycées de Neuwied et de Mönchengladbach. En 1887, titularisé comme professeur du lycée de  Solingen, il fut promu inspecteur des Lettres Classiques. La première édition de son « Histoire de la Philosophie » paraît en 1903. Il enseigna ensuite aux lycées de Neuwied et de Mönchengladbach. En 1887, titularisé comme professeur du lycée de  Solingen, il fut promu inspecteur des Lettres Classiques. La première édition de son « Histoire de la Philosophie » paraît en 1903.
Au cours des années suivantes, Vorländer s'impose comme un spécialiste des écrits de Kant, dont il assure l'édition des œuvres entre 1899 et 1906 à Halle (Saale), accompagnée d'un commentaire et un lexique détaillés. Son « Emanuel Kant: l'homme et son œuvre » (1924) est l'une des biographies les plus connues du philosophe de Kœnigsberg.
En 1919, il est nommé professeur honoraire de l'université de Münster. Il collabore comme éditorialiste au journal de sensibilité sociale-democrate Die Neue Zeit où jusqu'en 1918, il signe ses articles du pseudonyme d’Akademikus. Puis il quitte le journal en 1924 pour rejoindre la rédaction de Die Gesellschaft (de), journal de tendance plus nettement marxiste : là, ses tribunes le positionnent comme l'un des auteurs marquant du « Pédagogisme. »

## Au sein de l’École de Marbourg
La pensée philosophique de Vorländer était proche de celle des Néokantiens de l’École de Marbourg, surtout Hermann Cohen et Paul Natorp. Même si (comme le pensait Max Weber) « il n'était pas un érudit de première force », Cohen et Natorp appréciaient sa puissance de travail et son honnêteté intellectuelle. Avec la social-démocratie Vorländer était dans son élément. Comme les autres néo-kantiens de Marbourg, il pensait que la communauté d'esprits libres et ne reconnaissant de devoir que de leur propre chef, tant recherchée par les idéologues du Socialisme, ne peut se constituer que sur la base de l'éthique kantienne. Tous ces philosophes de Marbourg (parmi lesquels Natorp, Franz Staudinger (de) et Rudolf Stammler) étaient convaincus que le Socialisme est justifié moralement (sittlich berechtigt) ; que le Capitalisme est injuste et immoral, car l'ouvrier n'y travaille pas pour lui-même, mais n'est qu'un outil ; que l'impératif catégorique au sens de Kant est un principe éternel, et un fondement même du Socialisme. Vorländer développa cette conception dans un discours sur Kant et Marx, prononcé à Vienne le 8 avril 1904. Il y conclut que : 
« Les sociologues d'aujourd'hui, dont la méthode scientifique s'appuie sur la critique kantienne de la Connaissance … voient dans le Matérialisme historique une étape importante du progrès des Sciences. »
Pour autant, il n'y eut plus ensuite de convergence conceptuelle entre ces penseurs du Socialisme : au cours de l'été 1914, les Sociaux-démocrates (contre leurs engagements antérieurs) votèrent l'emprunt de guerre au Reichstag, permettant ainsi le financement des hostilités, et provoquant un schisme au sein des partis de gauche. Après la capitulation, en juin 1919, Vorländer fut élu délégué de la fédération de Solingen du MSPD pour le congrès de Berlin avec l'USPD : l'engagement des sociaux-démocrates dans la politique militaire s'était ainsi accompagné de disputes et de ruptures entre les Néokantiens de Marbourg.

## Historien des idées
Vorländer avait composé son « Histoire de la philosophie » (en deux tomes) pour les étudiants et le public cultivé. Il ne se satisfaisait pas, en effet, des tentatives antérieures, que ce soit celle de l'Anglais Thomas Stanley (Londres, 1655) ou celle de l'Allemand Johann Jakob Brucker (1731 à 1737 et 1742 à 1744), qu'il trouvait dépassées. Les auteurs de ces traités d'histoire de la philosophie avaient d'ailleurs pour Vorländer le défaut de tourner à l'éclectisme.
Vorländer entendait, lui, résumer « toute l'histoire de la philosophie et des idées » sous un format réduit et pour cela, se limiter aux généralités, c'est-à-dire aux idées susceptibles de généralisation. Pour accomplir ce projet, l'historien doit, selon Vorländer, aborder les faits scientifiquement « et procéder d'après les principes de la démarche critique. » Il lui faut inclure l'histoire culturelle et l'histoire des sciences, sans négliger les systèmes philosophiques ni les facteurs biographiques. L'historien de la philosophie doit enfin être un philosophe. Ces conditions sont nécessaires pour prétendre à l'Objectivité, bien qu'il soit impossible en cette matière d'éviter la subjectivité, ne serait-ce que pour rendre vivant le récit des idées. Sur cette base, l’Histoire de Voländer répondait aux canons scientifiques d'avant 1914. Lui-même considérait son ouvrage comme conforme à la Raison, et voyait dans la Philosophie une « représentation du monde raisonnable. »

« Que je préfère Platon à Aristote, que j'aborde Kant avec plus d'allant qu'un Schelling ou un Hegel, ou que je consacre presque autant de pages à Hermann Cohen qu'à Wilhelm Wundt, tout cela tient à mon itinéraire philosophique, qu'aucun historien de la philosophie, quelque prétention qu'il ait à l'objectivité, ne peut, ni même ne doit écarter. »

— Préface à la seconde édition d'Histoire de la  Philosophie, 7 nov. 1907.
L'« Histoire de la philosophie » de Vorländer connut cinq éditions successives jusqu'en 1919. Depuis quelques années, elle reparaît à l’initiative de quelques éditeurs. En 1924, Vorländer la doubla d'une « Histoire de la philosophie pour tous » (Volkstümliche Geschichte der Philosophie), qui a été depuis réimprimée également.

## Une lecture sociale-démocrate du kantisme
Vorländer se félicitait de pouvoir montrer aux marxistes « quel socle ferme la méthode critique (...) constitue pour le Socialisme ». Il définit le Socialisme comme une « morale, c'est-à-dire une phénoménologie fondée éthiquement. » Marx avait développé le matérialisme historique en analysant l'effet des conditions économiques. Engels avait nettement montré que c'est le renversement dialectique des rapports politiques (plutôt que les changements de mentalité) qui modifie les rapports de production et d'échange. Vorländer constata pour sa part que, si l'on ne trouve chez Kant aucune prise de position socio-politique, il fait cependant du jugement moral, de l'impératif catégorique, un principe éthique s'imposant à tous les citoyens d'un état, et par-delà à l'humanité entière ; et ce principe serait aussi présent dans l'idée de Socialisme. En ce sens, Vorländer citait Cohen, pour qui Kant était « le véritable et authentique inspirateur du Socialisme allemand. » Vorländer ajoutait que le lien entre Kant et le Socialisme repose purement sur la morale.
Vorländer développa l'idée selon laquelle ce lien est nécessaire pour la mise en application des idéaux socialistes, vue comme le « règne des idéaux kantiens. » Il s'appuyait aussi entre autres sur son collègue néo-kantien Staudinger, qui constatait que les Marxistes, pour la mise en œuvre de leurs idées, devaient en revenir à Kant dès qu'ils étaient confrontés à des contradictions. Vorländer signalait lui-même plusieurs indices chez les auteurs  marxistes : par exemple chez Jean Jaurès, Eduard Bernstein, Ludwig Woltmann et S. Gunter. Jaurès jugeait indispensable la combinaison entre théorie matérialiste et théorie idéaliste de l'histoire. Bernstein écrivit : « L'appel au retour à Kant valait, d'un certain point de vue, aussi pour la pensée socialiste. » Woltmann appelait à renouer avec la philosophie de Kant, car pour lui l'histoire marxiste avait un fondement entièrement moral. Gunter exigeait (comme les Néokantiens) une unité et cohérence complète (Einheitlichkeit und Geschlossenheit) de la Méthode, que Kant avait définie comme « l'art et la manière de montrer qu'un concept particulier est scientifique en vertu de sa nature. » Le socialisme réel, selon Gunter, aurait d'ailleurs eu intérêt à mettre de côté les contradictions entre doctrine, éthique et réforme sociale. « Un tel Marxiste, observait Vorländer, ne peut qu'être séduit par les Néokantiens. Il poursuit les mêmes buts selon une voie différente. »
Il est difficile de dire quelle résonance les idées de Vorländer avaient chez les idéologues du mouvement ouvrier. Vorländer a pour sa part simplement indiqué que les publications de Bernstein avaient ravivé les débats. Les chercheurs estiment aujourd'hui que l'« Idéalisme du néo-kantisme de l’École de Marbourg »  a été dénoncé comme « une déviance de la théorie » matérialiste, resp. « diffamé comme le spectre des idéaux antisociaux bourgeois. »

## Travaux
- Karl Vorländer, Kant, Schiller, Goethe, Leipzig, Dürr, 1907 (réimpr. 1923).
- Karl Vorländer, Geschichte der Philosophie, 1903 (réimpr. 1911, 1919).
- Karl Vorländer, Immanuel Kants Leben, 1911.
- Karl Vorländer, Kant und Marx : ein Beitrag zur Philosophie des Sozialismus, Tübingen, Mohr, 1911 (réimpr. 1926).
- Karl Vorländer, Kant, Fichte, Hegel und der Sozialismus, Berlin, Cassirer, 1920.
- Karl Vorländer, Immanuel Kant. Der Mann und das Werk, Leipzig, Felix Meiner, 1924.